# Турако книшна
Туракото книшна (Tauraco corythaix) е вид птица от семейство Туракови (Musophagidae). Видът е незастрашен от изчезване.

## Разпространение
Разпространен е в Мозамбик, Южна Африка и Свазиленд.